# Кім Чен Сін
Чен Сін Кім (кор. 김종신, 金鍾信; нар. 17 травня 1970) — південнокорейський борець вільного стилю, чемпіон та бронзовий призер чемпіонатів світу, чемпіон, срібний та бронзовий призер чемпіонатів Азії, чемпіон Азійських ігор, даоразовий володар Кубків світу, срібний призер Олімпійських ігор.

## Життєпис
Боротьбою почав займатися з 1984 року. У 1987 році став бронзовим призером чемпіонату світу серед молоді. Наступного року став чемпіоном світу серед юніорів, а ще через рік завоював чемпіонський титул на світовій першості сероед дорослих. У 1992 році на Олімпійських іграх в Барселоні дійшов до фіналу, але у надпринциповому поєдинку програв борцю з Північної Кореї Кім Іль Йону.
Виступав за борцівський клуб «Самсунг», Сеул. Тренер — Ан Чі Вон.

## Спортивні результати на міжнародних змаганнях

### Виступи на Олімпіадах
| Змагання                    | Збірна         | Вагова категорія          | Місце  |
| --------------------------- | -------------- | ------------------------- | ------ |
| Літні Олімпійські ігри 1992 | Південна Корея | вільна боротьба, до 48 кг | Срібло |

### Виступи на Чемпіонатах світу
| Змагання                        | Збірна         | Вагова категорія          | Місце  |
| ------------------------------- | -------------- | ------------------------- | ------ |
| Чемпіонат світу з боротьби 1989 | Південна Корея | вільна боротьба, до 48 кг | Золото |
| Чемпіонат світу з боротьби 1991 | Південна Корея | вільна боротьба, до 48 кг | Бронза |
| Чемпіонат світу з боротьби 1995 | Південна Корея | вільна боротьба, до 52 кг | 14     |

### Виступи на Чемпіонатах Азії
| Змагання                       | Збірна         | Вагова категорія          | Місце  |
| ------------------------------ | -------------- | ------------------------- | ------ |
| Чемпіонат Азії з боротьби 1988 | Південна Корея | вільна боротьба, до 48 кг | Срібло |
| Чемпіонат Азії з боротьби 1989 | Південна Корея | вільна боротьба, до 48 кг | Бронза |
| Чемпіонат Азії з боротьби 1995 | Південна Корея | вільна боротьба, до 52 кг | Золото |

### Виступи на Азійських іграх
| Змагання           | Збірна         | Вагова категорія          | Місце  |
| ------------------ | -------------- | ------------------------- | ------ |
| Азійські ігри 1990 | Південна Корея | вільна боротьба, до 48 кг | Золото |
| Азійські ігри 1994 | Південна Корея | вільна боротьба, до 52 кг | 5      |

### Виступи на Кубках світу
| Змагання                    | Збірна         | Вагова категорія          | Місце  |
| --------------------------- | -------------- | ------------------------- | ------ |
| Кубок світу з боротьби 1989 | Південна Корея | вільна боротьба, до 48 кг | Золото |
| Кубок світу з боротьби 1991 | Південна Корея | вільна боротьба, до 48 кг | Золото |

### Виступи на інших змаганнях
| Змагання                           | Збірна         | Вагова категорія          | Місце  |
| ---------------------------------- | -------------- | ------------------------- | ------ |
| Гран-прі Німеччини з боротьби 1989 | Південна Корея | вільна боротьба, до 48 кг | Срібло |
| Турнір Акрополіса 1990             | Південна Корея | вільна боротьба, до 48 кг | Золото |
| Гран-прі Німеччини з боротьби 1990 | Південна Корея | вільна боротьба, до 48 кг | 5      |

### Виступи на змаганнях молодших вікових груп
| Змагання                                      | Збірна         | Вагова категорія          | Місце  |
| --------------------------------------------- | -------------- | ------------------------- | ------ |
| Чемпіонат світу з боротьби серед молоді 1987  | Південна Корея | вільна боротьба, до 48 кг | Бронза |
| Чемпіонат світу з боротьби серед юніорів 1988 | Південна Корея | вільна боротьба, до 50 кг | Золото |